# William Gao
William Gao (Chinois: 高鑫; pinyin: Gāo Xīn;) est un acteur, mannequin et musicien anglais. Il est connu pour ses débuts à la télévision dans le rôle de Tao Xu dans la série Netflix Heartstopper, sortie en 2022.
Gao et sa plus jeune sœur, Olivia Hardy, forment un duo musical nommé Wasia Project,. Leur premier EP How can I pretend ? est sorti en mai 2022.

## Biographie
William Gao est né le 20 février 2003, il est originaire de South Croydon en Angleterre,. Il est le fils d'un père Anglais et d'une mère Chinoise venue en Angleterre pendant sa vingtaine. Il a fréquenté la Trinity School, où il a obtenu des A-level en Chinois, musique et théâtre en 2022. Il a pris des cours de piano (musique classique) à l'âge de 11 ans et été un membre du Trinity Boys Choir,. Il rejoint le National Youth Theatre en mai 2019.

## Filmographie

### Télévision
| Année       | Titre       | Rôle   |
| ----------- | ----------- | ------ |
| Depuis 2022 | Hearstopper | Tao XU |

### Théâtre
| Année | Titre                             | Rôle   | Lieu                | Ref.   |
| ----- | --------------------------------- | ------ | ------------------- | ------ |
| 2016  | Shakespeare at 400                | Puck   | Royal Festival Hall | [ 12 ] |
| 2016  | Le Songe d'une nuit d'été (opéra) | Cobweb | Glyndebourne        |        |
| 2022  | The Trials                        | Xander | Donmar Warehouse    | [ 13 ] |